# Mohamed El-Mehdi Lili
Mohamed El-Mehdi Lili (en árabe: محمد المهدي ليلي‎; 22 de septiembre de 1995) es un deportista argelino que compite en judo.
Ganó dos medallas en los Juegos Panafricanos de 2023 y cinco medallas en el Campeonato Africano de Judo entre los años 2016 y 2024.

## Palmarés internacional
| Juegos Panafricanos | Juegos Panafricanos         | Juegos Panafricanos | Juegos Panafricanos |
| Año                 | Lugar                       | Medalla             | Categoría           |
| ------------------- | --------------------------- | ------------------- | ------------------- |
| 2023                | Acra (Ghana)                | Medalla de oro      | +100 kg             |
| 2023                | Acra (Ghana)                | Medalla de plata    | Equipo mixto        |
| Campeonato Africano |                             |                     |                     |
| Año                 | Lugar                       | Medalla             | Categoría           |
| 2016                | Túnez (Túnez)               | Medalla de bronce   | +100 kg             |
| 2017                | Antananarivo (Madagascar)   | Medalla de bronce   | +100 kg             |
| 2019                | Ciudad del Cabo (Sudáfrica) | Medalla de bronce   | +100 kg             |
| 2023                | Casablanca (Marruecos)      | Medalla de bronce   | +100 kg             |
| 2024                | El Cairo (Egipto)           | Medalla de plata    | +100 kg             |